# Skånes hembygdsförbund
Skånes hembygdsförbund är en regional medlemsorganisation för ideella föreningar som arbetar med kulturarv i Skåne, både i städer och på landsbygd. 
Förbundets uppdrag är att främja och stödja kultur-, natur- och hembygdsvård, lokal utveckling samt verka för samordning av dessa. Skånes hembygdsförbund har ett hundratal medlemsföreningar fördelade över samtliga kommuner i länet. Tillsammans samlar dessa föreningar år 2024 drygt 30 000 medlemmar. Medlemsföreningarna stöttas i sin verksamhet genom kurser, temadagar och utvecklingsprojekt.
Förbundet har sitt kansli, där fem personer arbetar, i Höör
Förbundet är medlem i riksorganisationen Sveriges Hembygdsförbund.